# Asilella
Asilella is een vliegengeslacht uit de familie van de roofvliegen (Asilidae).

## Soorten
- A. karafutonis (Matsumura, 1911)
- A. londti Lehr, 1989
- A. sonorus (Lehr, 1967)